# Harnischia turgidula
Harnischia turgidula är en tvåvingeart som beskrevs av Wang, Zheng och Ji 1993. Harnischia turgidula ingår i släktet Harnischia och familjen fjädermyggor.
Artens utbredningsområde är Guangdong (Kina). Inga underarter finns listade i Catalogue of Life.